# Saint-Nicolas-de-la-Balerme
 Saint-Nicolas-de-la-Balerme  es una población y comuna francesa, en la región de Aquitania, departamento de Lot y Garona, en el distrito de Agen y cantón de Astaffort.

## Demografía
| 333 | 333 | 325 | 324 | 365 | 354 |
| Para los censos de 1962 a 1999 la población legal corresponde a la población sin duplicidades (Fuente: INSEE [Consultar]) |     |     |     |     |     |